# (33036) 1997 ST10
1997 ST10 (asteroide 33036) é um asteroide da cintura principal. Possui uma excentricidade de 0.15149450 e uma inclinação de 6.64932º.
Este asteroide foi descoberto no dia 26 de setembro de 1997 por Beijing Schmidt CCD Asteroid Program em Xinglong.